# Global Network of Sex Work Projects
Global Network of Sex Work Projects (NSWP) är en ideell organisation som arbetar för sexarbetares hälsa och mänskliga rättigheter. Den grundades i november 1990 och har sitt huvudsäte i Edinburgh, Skottland. NSWP är en paraplyorganisation med medlemmar från fem regioner (Afrika, Asien/Stillahavsområdet, Europa, Latinamerika och Nordamerika & Karibien. Till medlemsorganisationerna hör svenska Rose Alliance och Fuckförbundet.
NSWP publicerar resurser som policy briefs, faktablad, communityriktlinjer, globala och lokala forskningsrapporter, smart guides, uttalanden, journalen Research for Sex Work Journal och fallstudier. Organisationen stödjer en avkriminalisering av sexarbete.